# Archidona (Ecuador)
Archidona è una parrocchia urbana dell'Ecuador, capoluogo dell'omonimo cantone, nella provincia del Napo.